# 客观规律
科学領域中的提到的客观是指科學家通过消除个人偏见、感性和信念来揭示自然世界的真相。客觀的結論離不開平時研究時的仔細观察。此外客觀結論要經得起可測試性和可重复性的檢測。學者在發表自己的客观結論時，要先將自己的测量结果與同行之間进行交流，然后再發表在期刊上。

## 歷史
科学方法由啟蒙時代哲学家弗兰西斯·培根提出，並随着艾萨克·牛顿及其追随者的推廣而讓更多的學者所知悉。:55–5819世紀末，科学家们开始认为，他们有责任积极克制自己，不要把自己的预测强加给自然界。:81为了实现这一目的，科学家们开始使用仪器、照相机、蜡模和其他技术设备進行實驗和觀察。:121